# Situle Arnoaldi

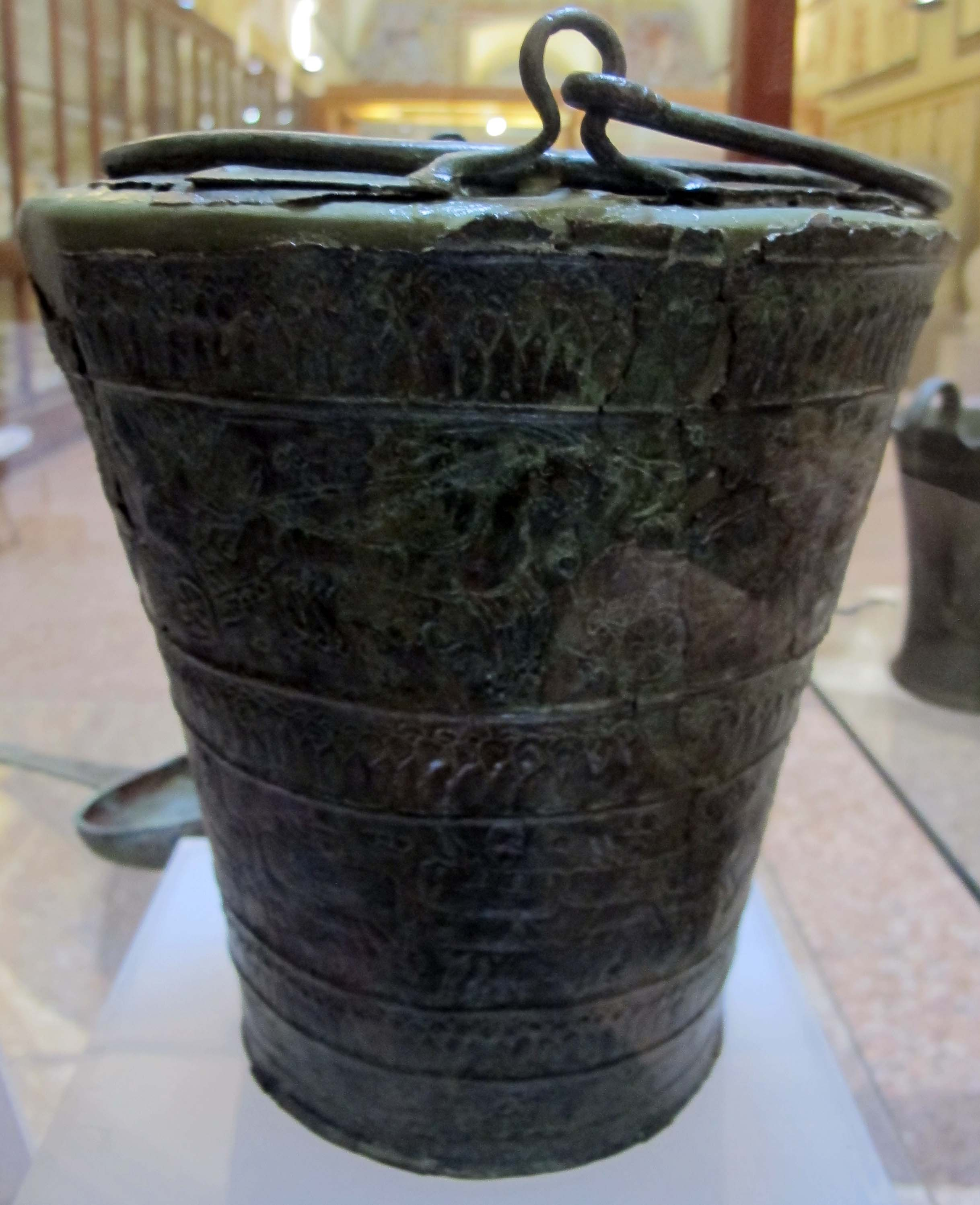
Situle Arnoaldi

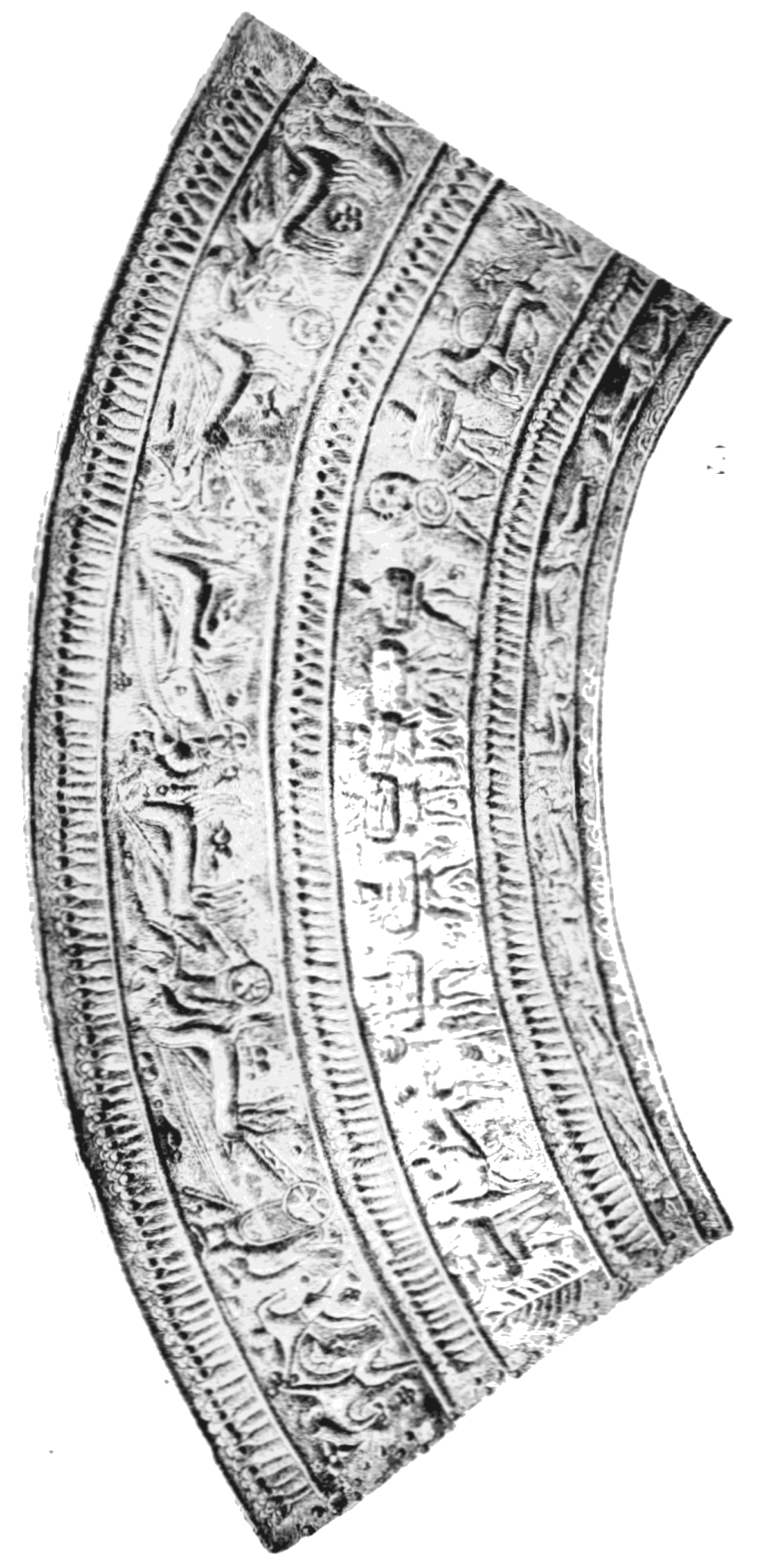
Décor figuré de la situle Arnoaldi

La situle Arnoaldi est une situle historiée en bronze, récipient en forme de seau tronconique, conservée au Musée archéologique de Bologne. Elle a été trouvée dans une tombe à inhumation de Bologne et date du début du IVe siècle av. J.-C. Elle se rattache à l'art des situles, style de décor figuré répandu de l'Italie du Nord à la Dalmatie entre le VIe et le IVe siècle av. J.-C.

## Provenance
La situle Arnoaldi vient de la nécropole fouillée sur la propriété Arnoaldi, à l'ouest de Bologne, entre la porte S. Isaia et la Certosa. La tombe dans laquelle elle a été trouvée contenait aussi un plat, une casserole ou passoire et trois petits vases de bronze, ainsi que de nombreuses pièces de céramique : poterie locale et céramique attique de qualité médiocre.

## Description de la situle
La situle a une épaule très courte et une large ouverture. Elle est munie d'une anse. La décoration couvre l'ensemble de l'objet, de la base à la naissance de l'épaule.
L'exécution est moins soignée que pour la situle de la Certosa, aussi bien en qui concerne la composition que le dessin.

## Décoration
La décoration est disposée en trois registres horizontaux séparés par des motifs lancéolés qu'encadrent deux bourrelets continus.
- Registre inférieur : cette frise, plus étroite que les autres (1,8 cm de hauteur), tout en bas de la situle, est constituée de dix animaux courants d'une facture assez maladroite (cervidés ?).
- Registre médian : défilé de neuf fantassins et deux cavaliers.
- Registre supérieur : sans doute une représentation de jeux comprenant un combat de pugilistes et une course de cinq chars à deux roues.

De nombreux motifs de remplissage (fleurons, rosettes, etc.) occupent l'espace entre les figures.